# Santa Maria (Azoren)
Santa Maria, het gele eiland, maakt deel uit van de Azoren, een eilandengroep onder Portugees gezag en deel van de Europese Unie. Het eiland ligt in het zuidoosten van de archipel. Er wonen ongeveer 5500 mensen. Men spreekt er Portugees en de Azoren hebben de Euro als munt.

## Klimaat en vegetatie
Santa Maria heeft een maritiem, subtropisch klimaat. De gemiddelde temperatuur in de winter is 16 °C en in de zomer 23 °C. Het zeewater is het hele jaar rond de 20 °C. Door deze temperaturen beschikt het over een mediterrane vegetatie. Typisch aan de Azoren is dat men de vier seizoenen kan meemaken op één dag.

## Toerisme
Santa Maria beschikt over twee grote zandstranden, São Lourenço en Praia Formosa. Toch is er in Santa Maria zeker geen sprake van massatoerisme, het zijn veeleer de inwoners van de andere eilanden van het archipel die op vakantie gaan naar Santa Maria, aangezien er geen echte stranden zijn op de andere eilanden van de Azoren.
Bij Vila do Porto bevindt zich een luchthaven.